# Jardin zoologique national de Rabat
Le Jardin zoologique de Rabat, plus couramment appelé le Zoo de Rabat, est un parc zoologique national situé à Rabat, la capitale du Maroc. Le Jardin zoologique de Rabat détient le plus grand nombre (quarante spécimens en octobre 2024) de Lions de l'Atlas en captivité. Ces derniers sont aujourd'hui considérés comme éteints à l'état sauvage.
Le Zoo de Rabat, est devenu l’un des sites d'attraction les plus fréquentés de la capitale marocaine. En 2008, sous l’impulsion du Roi Mohammed VI, une vaste opération de rénovation est lancée afin de moderniser les installations et de transformer l’ancien parc zoologique en un espace où les animaux vivent en semi-liberté.
Ouvert au public dans sa nouvelle configuration depuis 2012 et son inauguration par le prince Moulay Hassan, le Zoo de Rabat met un accent particulier sur la sauvegarde et la protection d’espèces en danger ou en voie d’extinction, notamment en plus du lion de l'atlas, de certaines antilopes sahéliennes telles que l’addax ou l’oryx algazelle, ainsi que l’ibis chauve. Le parc participe à des programmes de reproduction, avec de fréquentes naissances, et alimente également certains parcs nationaux dans le cadre de projets de réintroduction dans la nature.
Le parc zoologique abrite plus de 180 espèces. Il œuvre sur plus de 22 programmes de conservation des espèces endémiques rares et menacées d’extinction. 8 de ces espèces font l’objet d’un programme de réintroduction afin qu’elles réintègrent leur habitat naturel, parmi lesquelles 5 espèces éteintes à l’état sauvage au Maroc,.
Le zoo est organisé autour de cinq écosystèmes : le Grand Atlas, le Sahara, la Savane africaine, la forêt équatoriale et les zones humides.